# Etna (Ohio)
Etna es un lugar designado por el censo ubicado en el condado de Licking en el estado estadounidense de Ohio. En el Censo de 2010 tenía una población de 1215 habitantes y una densidad poblacional de 739,93 personas por km².

## Geografía
Etna se encuentra ubicado en las coordenadas 39°57′19″N 82°41′10″O / 39.95528, -82.68611. Según la Oficina del Censo de los Estados Unidos, Etna tiene una superficie total de 1.64 km², de la cual 1.63 km² corresponden a tierra firme y (0.63%) 0.01 km² es agua.

## Demografía
Según el censo de 2010, había 1215 personas residiendo en Etna. La densidad de población era de 739,93 hab./km². De los 1215 habitantes, Etna estaba compuesto por el 91.69% blancos, el 3.62% eran afroamericanos, el 0% eran amerindios, el 1.89% eran asiáticos, el 0% eran isleños del Pacífico, el 0.41% eran de otras razas y el 2.39% pertenecían a dos o más razas. Del total de la población el 1.48% eran hispanos o latinos de cualquier raza.